# باتريك تايلور
باتريك تايلور (بالإنجليزية: Patrick Taylor)‏ روائي كندي ولد تايلور عام 1941، ونشأ في بانجور بأيرلندا الشمالية، وتلقى تعليمه الطبي في أولستر. كان يمارس المهنة في البداية في قرية ريفية في أولستر مشابهة لـ Ballybucklebo قبل أن يتلقى تدريبًا متخصصًا في أمراض النساء والتوليد. بعد أن عاش في بلفاست خلال العامين الأولين من الاضطرابات الأيرلندية الأخيرة (1969-1994)، هاجر هو وعائلته إلى كندا حيث واصل مهنة في مجال البحث الطبي والتدريس في مجال العقم البشري. تم تكريم مساهماته بثلاث جوائز للإنجازات مدى الحياة بما في ذلك جائزة التميز مدى الحياة من الجمعية الكندية للخصوبة وأمراض الذكورة.